# Nej til folkeskolen? Ja til demokrati
|  | Denne artikel er oprettet af botten Steenthbot ud fra en ekstern database. Den kan derfor have sproglige fejl eller mangler. Denne skabelon kan fjernes efter kontrol af indholdet. |

Nej til folkeskolen? Ja til demokrati er en dansk dokumentarfilm fra 1972 instrueret af Åge Rokkjær.

## Handling
En elevfilm af 11. forsøgsklasse på Brøndbyvester Skole. Den fortæller om en gruppe unge, der ønskede at gå et år mere i skole på de betingelser, at de fik lov til at udvikle sig gennem frihed og ansvar. De ønskede således højeste myndighed omkring undervisningen, ansvaret for at undervisningen var meningsfyldt for dem, retten til at kunne tilrettelægge deres skema frit i løbet af hele skoleåret. Forløbet kom efter deres opfattelse til at stå som et muligt alternativ til folkeskolens nuværende praksis.